# نهر الكرخة

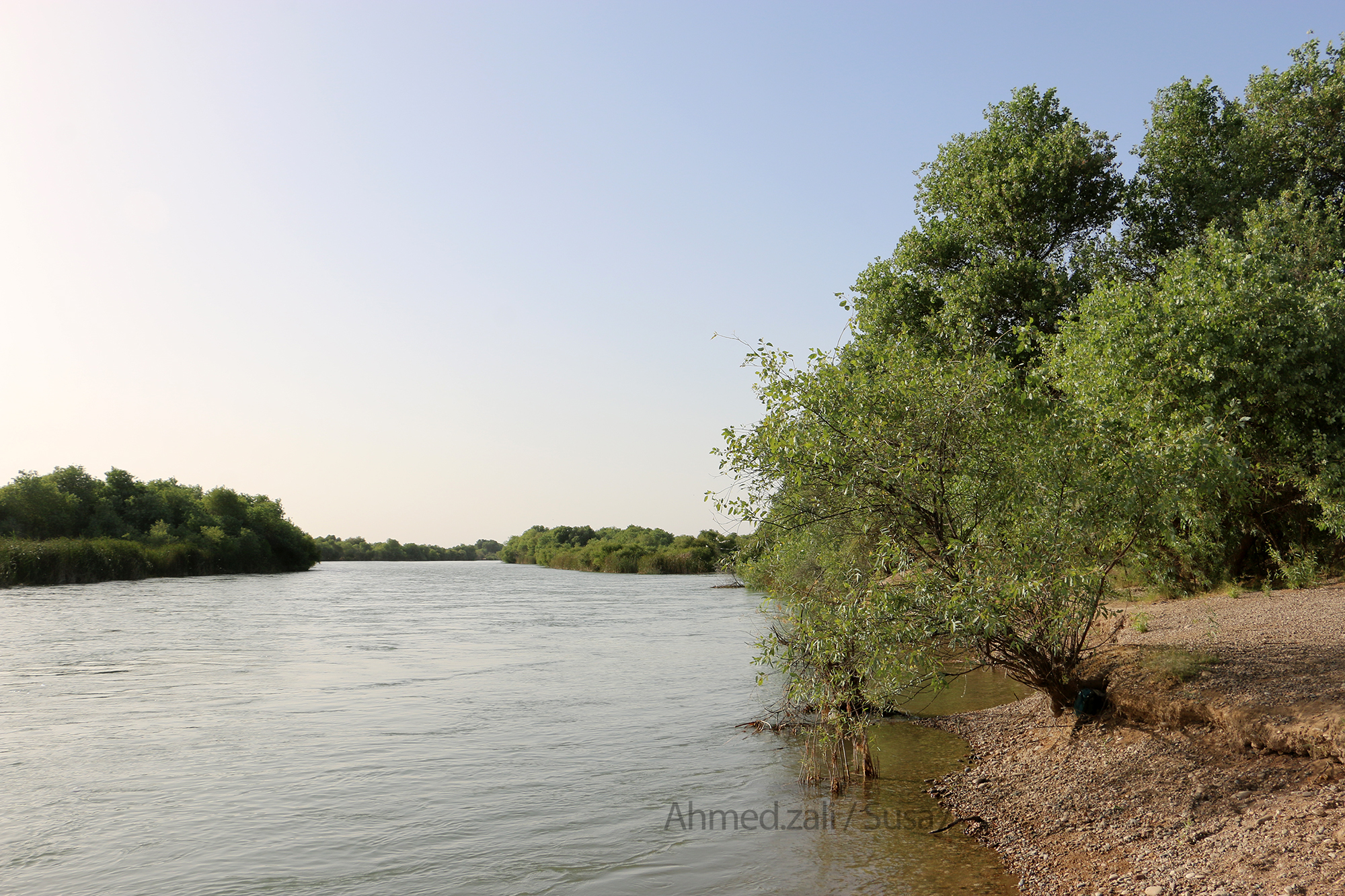

الكرخة ويعرف في القديم بـ نهر تيري التاريخي يدخل من شمال محافظة خوزستان أو الأحواز في إيران يبلغ طول نهر الكرخة حوالي 900 كيلومتر وهو ينبع من جبال زاجروس ويصب في هور الحويزة الذي يقع بين الأهواز و العراق ماراً بكل من مدن الشوش و الحميدية و الخفاجية ومن ثم الحويزة، وقد شُيّد سد الكرخة أكبر سد في إيران على مجرى النهر بسعة تخزين تبلغ 5.9 مليار متر مكعب وقدرة إنتاج كهربائي تصل إلى 520 ميجا واط.